# Pierre Lamazou-Betbeder
Pour les articles homonymes, voir Lamazou et Betbeder.
Pierre Lamazou-Betber est un homme politique français né le 18 février 1885 à Gomer (Basses-Pyrénées) et décédé le 21 mai 1951 à Gomer.

## Biographie
Agriculteur, secrétaire général du syndicat des agriculteurs des Basses-Pyrénées, il est député des Basses-Pyrénées de 1924 à 1932, inscrit au groupe des démocrates puis à l'Union républicaine démocratique.